# Lauterique
Lauterique är en kommun i Honduras.   Den ligger i departementet Departamento de La Paz, i den sydvästra delen av landet, 50 km sydväst om huvudstaden Tegucigalpa. Antalet invånare är 2 818.